# Tony Hall
Anthony William Hall, Barón Hall de Birkenhead (nacido el 3 de marzo de 1951), más conocido como Tony Hall, es el director general de la BBC. Asumió este cargo el 2 de abril de 2013.
Anteriormente fue director ejecutivo de la Royal Opera House desde el 2001 hasta marzo de 2013. Sus inicios profesionales precisamente fueron en la BBC, donde llegó a ser director de Informativos en 1993. Se convirtió en miembro de la Cámara de los Lores el 22 de marzo de 2010.

## Infancia y juventud
Hall nació en Birkenhead, Wirral, Inglaterra, en 1951. Hijo de un gerente de banco, fue educado en el King Edward's School (Birmingham), en el Birkenhead School y en el Keble College (Oxford), donde estudió Filosofía, Política y Economía.

## BBC
Después de graduarse en la Universidad de Oxford, Hall comenzó su carrera profesional en la BBC como aprendiz en 1973, trabajando inicialmente en la redacción de Belfast. Seguidamente, trabajó como productor en  Today, The World at One, The World Tonight y PM. Posteriormente, fue el editor de  9 O'Clock News con tan sólo 34 años. Su siguiente cargo fue el de director de BBC News. Poco después se convirtió en director de Informativos en 1993. También fue jefe de Actualidad entre 1996 y 2001. Entre sus logros profesionales destacan los lanzamientos de  BBC Parliament, Radio 5 Live, BBC News 24 y de BBC News Online. En 1999 fracasó en su pretensión de ser nombrado director general de la BBC.
El 22 de noviembre de 2012 fue nombrado director general de la BBC y accedió al cargo oficialmente el 2 de abril de 2013.

## Nombramientos
Hall fue nombrado Comendador de la Orden del Imperio Británico en el 2006. En septiembre de 2009, Hall fue nombrado doctor honorario en Literatura en Goldsmiths (Universidad de Londres). También es miembro honorario de la Universidad de Keble (Oxford). Asimismo, el Chartered Management Institute le otorgó la Medalla de Oro en el 2010.
El 19 de marzo de 2010 se oficializó su nombramiento como Barón Hall de Birkenhead, de Birkenhead, en el condado de Cheshire. El 22 de marzo de 2010 fue nombrado miembro de la Cámara de los Lores.

## Vida personal
Hall está casado con Cynthia, exdirectora de la escuela St Helen and St Katharine. Ahora es la directora de Wycombe Abbey. Ambas escuelas son de niñas. Tienen dos hijos.